# Lets voetbalkampioenschap 1959
Het Lets voetbalkampioenschap 1959 was het 16e voetbalseizoen gespeeld van de Letse SSR, voorheen was Letland onafhankelijk en speelden de clubs in de  Virslīga. 
RER werd voor de eerste keer kampioen.

## Stand
| Pos | Team                | Wed | W  | G | V  | Ptn | DV | DT | +/− |
| --- | ------------------- | --- | -- | - | -- | --- | -- | -- | --- |
| 1   | RER                 | 18  | 13 | 2 | 3  | 28  | 40 | 8  | +32 |
| 2   | Sarkanais Metalurgs | 18  | 13 | 2 | 3  | 28  | 42 | 18 | +24 |
| 3   | ASK                 | 18  | 13 | 2 | 3  | 28  | 49 | 8  | +41 |
| 4   | RVR                 | 18  | 10 | 3 | 5  | 23  | 42 | 20 | +22 |
| 5   | Tosmares c          | 18  | 8  | 3 | 7  | 19  | 30 | 29 | +1  |
| 6   | Pilots              | 18  | 7  | 1 | 10 | 15  | 30 | 44 | −14 |
| 7   | Vulkans             | 18  | 5  | 3 | 10 | 13  | 24 | 41 | −17 |
| 8   | Dinamo Rīga         | 18  | 5  | 1 | 12 | 11  | 24 | 38 | −14 |
| 9   | VEF                 | 18  | 5  | 1 | 12 | 11  | 22 | 37 | −15 |
| 10  | Lokomotive          | 18  | 1  | 2 | 15 | 4   | 10 | 70 | −60 |

1. 1 2 3  De rangschikking van de drie beste teams werd bepaald door Play offs

### Play offs
| Pos | Team                | Wed | W | G | V | Ptn | DV | DT | +/− |
| --- | ------------------- | --- | - | - | - | --- | -- | -- | --- |
| 1   | RER                 | 2   | 1 | 1 | 0 | 3   | 2  | 1  | +1  |
| 2   | Sarkanais Metalurgs | 2   | 1 | 1 | 0 | 3   | 4  | 2  | +2  |
| 3   | ASK                 | 2   | 0 | 0 | 2 | 0   | 1  | 4  | −3  |

1. 1 2  Kampioen werd bepaald door een kampioenschap wedstrijd

### Kampioenschap wedstrijd
- RER 3-2 Sarkanais Metalurgs

## Kampioen
| Virslīga 1959           |
| Letland                 |
| ----------------------- |
| RER Kampioen (1° titel) |